# Laure Gatet
Vous lisez un « article de qualité » labellisé en 2013.
Laure Gatet, née Laure Constance Pierrette Gatet le 19 juillet 1913 à Boussac-Bourg (Creuse) et morte le 25 février 1943 à Auschwitz, est une pharmacienne, biochimiste et résistante française.
Après avoir fréquenté plusieurs établissements scolaires dans le sud-ouest de la France, notamment à Périgueux et à Bordeaux, Laure Gatet fait des études de pharmacie, avant de s'orienter vers des recherches en biochimie. Lors de l'occupation de la France pendant la Seconde Guerre mondiale, elle s'engage dans le réseau Confrérie Notre-Dame en tant qu'agent de liaison de la France libre. Elle exécute principalement des actions de propagande et d'échanges de renseignements entre la France et ses pays limitrophes. Repérée par la police allemande, elle est arrêtée le soir du 10 juin 1942 et détenue dans plusieurs prisons avant d'être transférée dans le camp d'Auschwitz où elle trouve la mort.

## Biographie

### Enfance et débuts de scolarité

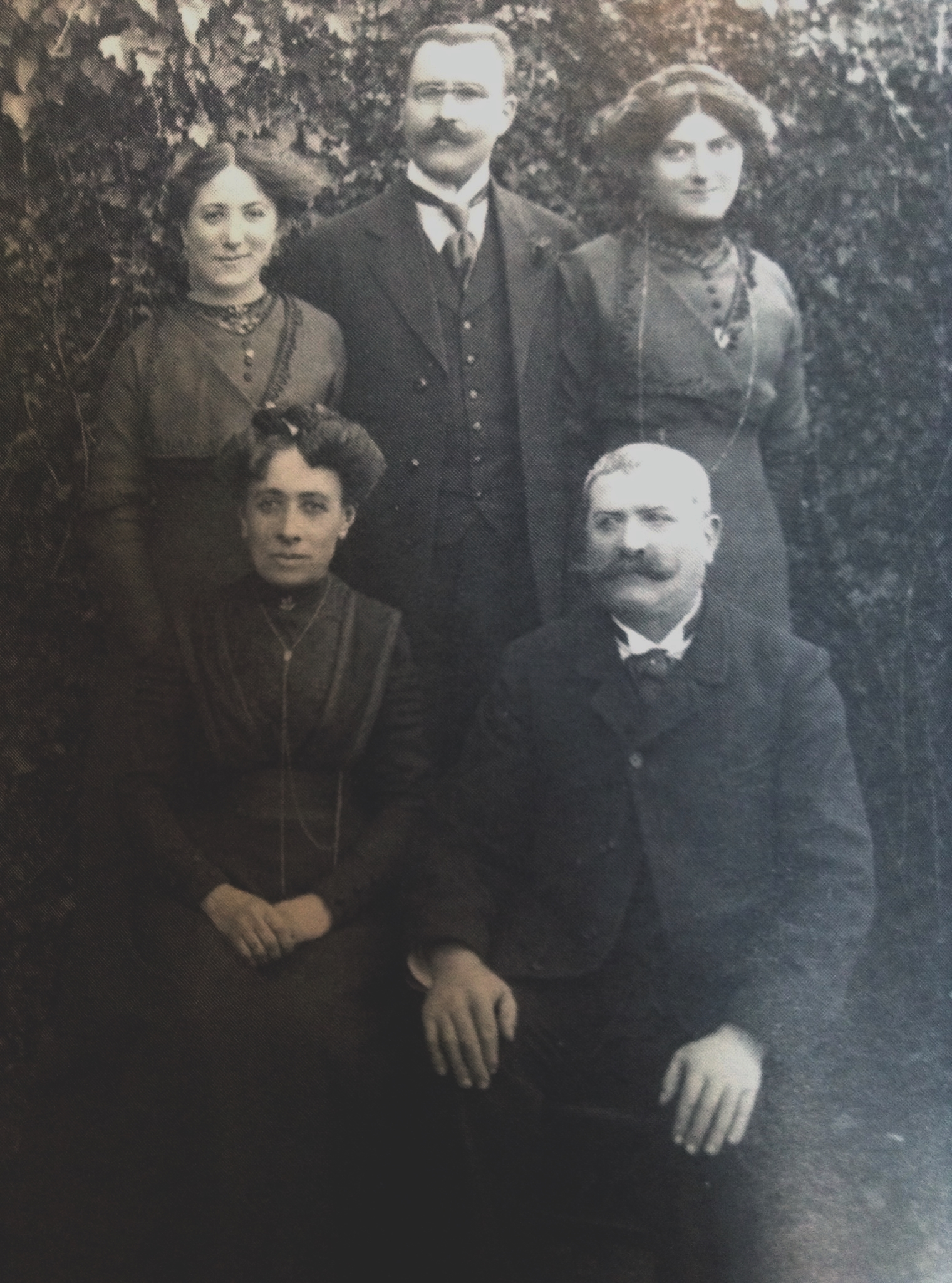
La famille Malassenet-Gatet, vers 1912. Debout de gauche à droite : Laure Marie Malassenet, tante de Laure Gatet ; Louis Eugène Gatet, père de Laure ; Marguerite Agathe, mère de Laure Gatet. Assis de gauche à droite : Laure Marie Martin, épouse de Félix Malassenet et grand-mère maternelle de Laure ; Félix Malassenet, grand-père maternel de Laure.

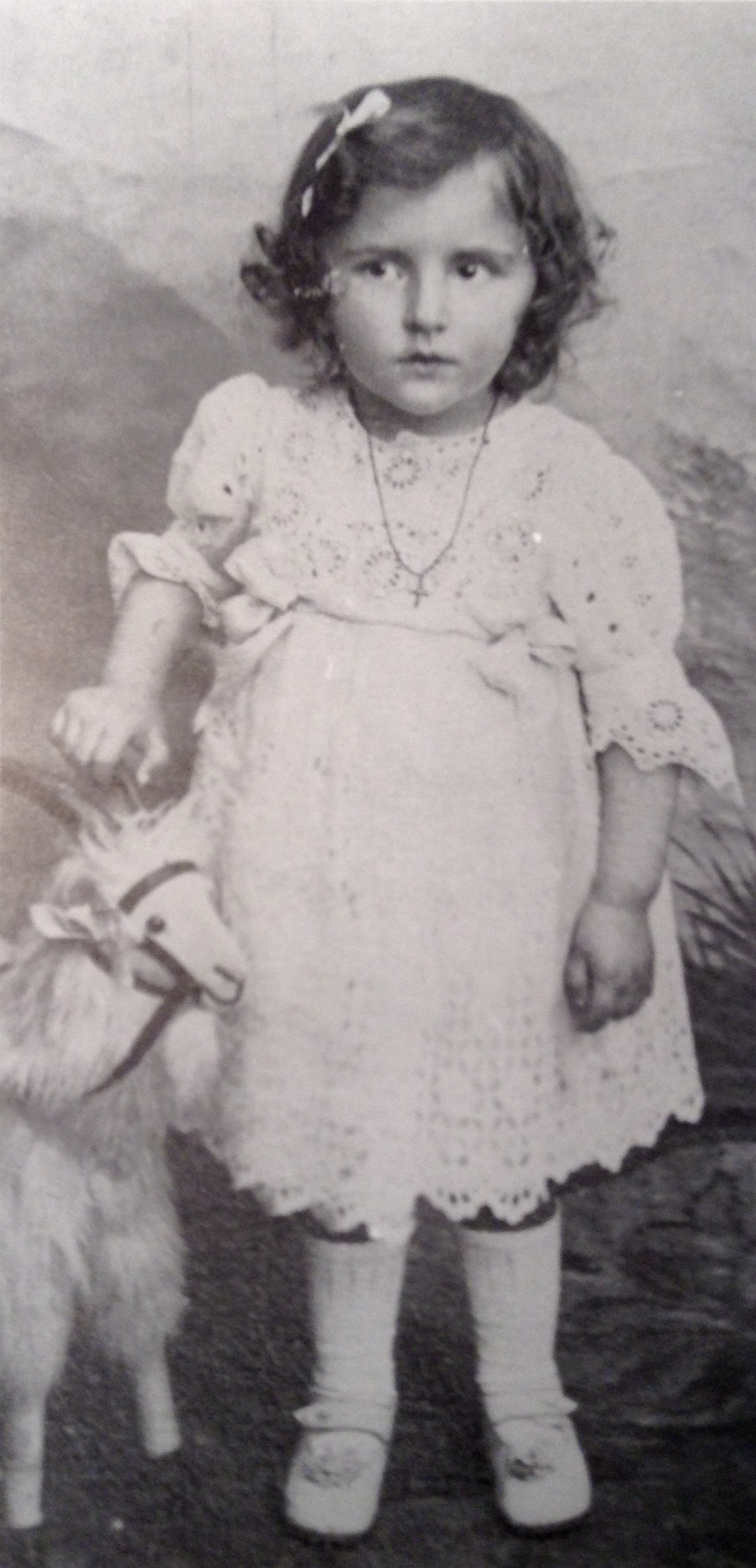
Laure Gatet à l'âge de deux ans.

Laure Constance Pierrette Gatet naît dans le faubourg la Maison-Dieu à Boussac-Bourg (Creuse) le 19 juillet 1913 chez ses grands-parents maternels. C'est le grand-père de Laure Gatet, Félix Malassenet, maire de la commune pendant environ 30 ans, qui prend acte de sa naissance. La famille favorise l'éducation : la mère et la tante de Laure Gatet fréquentent le lycée de jeunes filles et obtiennent leur certificat d'études secondaires et le brevet de capacité, le père devient instituteur, puis inspecteur, puis directeur d'écoles normales.
Laure Gatet fait de brillantes études primaires, malgré les changements successifs d'établissements consécutifs aux mutations de son père. Elle est d'abord scolarisée à l'école primaire de filles de la place Villeneuve de 1920 à 1924, puis à l'école de Boussac-Ville en 1925. En avril 1925, elle rejoint le collège de jeunes filles d'Aurillac (Cantal). Le 27 juin 1925, elle obtient son certificat d'études primaires. Exemptée de la sixième, elle commence directement ses études secondaires en classe de cinquième en 1925-1926. L'année suivante, elle poursuit en quatrième au collège de jeunes filles dirigé par Mlle Cluzel. Plusieurs récompenses lui sont décernées pendant cette scolarité. En février 1926, par exemple, grâce à ses résultats au certificat d'études, elle se voit offrir une bicyclette par « la société anonyme des automobiles et cycles Peugeot ».
En janvier 1928, le père de Laure Gatet, Louis Eugène, prend, pour quatorze ans, la direction de l'École normale d'instituteurs de Périgueux ; il bénéficie d'appartements privés de fonction, situés dans l'ancien couvent des Récollets et la famille s'y installe, place Faidherbe, dans le quartier Saint-Georges. Le 17 janvier 1928, son épouse décrit ainsi leur arrivée à ses parents restés à Boussac : « nous venons de débarquer à l'école, malgré le brouillard, nous avons une très bonne impression. Grand appartement bien situé ». Laure Gatet est inscrite au collège communal de jeunes filles de Périgueux ; dans un témoignage publié en 1947, la directrice de l'époque la décrit comme une « […] brune et grande petite fille, si grande déjà pour son âge, et si droite, droite comme une épée, qui m'examinait avec une grave attention ».
De la troisième à la terminale, Laure Gatet est l'une des élèves les plus récompensées de l'école ; citée de nombreuses fois au tableau d'honneur, elle reçoit les félicitations du conseil de discipline pour son comportement irréprochable. Elle obtient son certificat d'études secondaires à la fin de sa classe de troisième A. En seconde A, elle reçoit le 1er prix pour ses résultats remarquables en mathématiques et en anglais, mais brille également en cours de littérature, physique-chimie, histoire-géographie, espagnol, latin et arts plastiques. Son implication dans le travail est du même ordre en première A. Lors du discours qu'elle prononce pour l'inauguration de la plaque en mémoire de Laure Gatet dans le hall d'entrée du lycée de jeunes filles le 10 juillet 1947, la directrice France-Aimée Galandy souligne qu'elle est une « élève idéale, celle qui sait écouter et comprendre, dont la personnalité s'affirme […] par son sérieux […] [sa] remarquable régularité dans [son] travail et [ses] succès dans toutes les disciplines. […] Le parfait équilibre de [son] esprit, [son] travail méthodique, [sa] résistance physique, [la vouait] aux félicitations trimestrielles du conseil de discipline. [Elle était] de celles pour qui les examens ne révèlent pas de surprises et qui ne peuvent obtenir un baccalauréat sans mériter la mention »,.

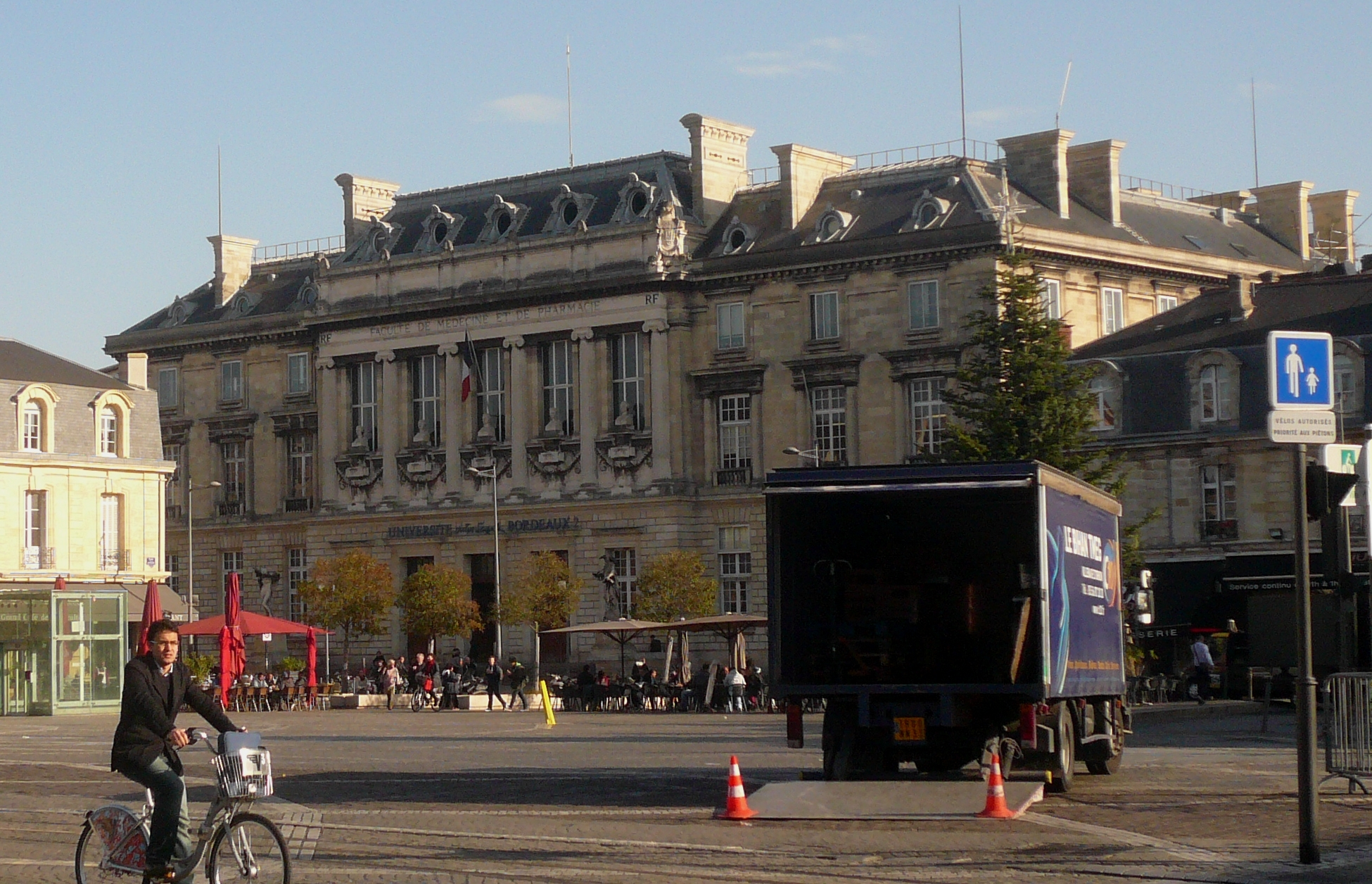
Photo des facultés de sciences et de lettres de Bordeaux, où Laure Gatet passe son baccalauréat.

De fait, le 11 juillet 1930, Laure Gatet passe les séries A’ et B de ses premières épreuves du baccalauréat à l'université de Bordeaux, où elle obtient pour les deux examens la mention « assez bien ». L'année suivante, elle est de nouveau distinguée en histoire, par l'obtention d'un prix spécial offert par le comité d'organisation de l'exposition coloniale, et en juillet 1931, le succès brillant de la jeune fille pour sa deuxième partie de baccalauréat littéraire lui ouvre les portes de l'université. Quelques mois auparavant, en avril 1931, Laure Gatet est élue présidente de « l'Horizon », une coopérative fondée pour « renforcer les liens créés entre les élèves » et organiser divers clubs culturels. Laure part ensuite à la faculté bordelaise, mais sans perdre contact avec le lycée de jeunes filles de Périgueux. Ainsi, lors des vacances de Pâques de 1936, cinq années après avoir quitté le lycée, elle visite l'Espagne avec ses anciennes professeures.

### Études supérieures
Laure Gatet décide de faire des études de pharmacie, les études de sciences les plus courantes chez les bachelières à cette époque. Elle commence sa formation par un stage obligatoire d'un an, de juillet 1931 à octobre 1932, chez M. Pasquet, propriétaire de la pharmacie centrale, place de la mairie à Périgueux. Selon le témoignage d'une salariée de la pharmacie et amie de Laure, Mme Herriot, une stagiaire est recrutée annuellement par cette entreprise et sa journée est une copie conforme de celle de la préparatrice.
À la suite de ce stage, Laure reprend ses études à la faculté de pharmacie de Bordeaux, où elle reçoit son diplôme de pharmacienne en 1936. Cependant, elle entame en même temps la préparation d'une licence de sciences naturelles à la faculté des sciences, obtenant des certificats de minéralogie en juin 1935, de chimie biologique en juin 1936 et de botanique en juin 1938.
Peu attirée par la profession de pharmacienne d'officine, Laure décide finalement de s'orienter vers la biochimie, et à la fin de l'année 1936, elle est acceptée au laboratoire de chimie physiologique du professeur Louis Genevois, à la faculté des sciences ; elle s'y consacre à sa thèse et collabore à des articles scientifiques avec différents collègues, en particulier Pierre Cayrol, un spécialiste des levures, ancien doctorant dans le même laboratoire.
La thèse de Laure Gatet traite de la maturation du raisin au fil du temps. Le sujet correspond autant aux objectifs du laboratoire qu'à l'intérêt de Laure elle-même, dont le grand-père paternel est viticulteur. En s'appuyant sur trois types de raisins blancs et rouges, de Gironde et du Cher, récoltés entre 1936 et 1938, Laure Gatet développe de nombreuses préparations, méthodes et mélanges pour mener à bien cette étude pendant les deux années suivantes. Elle soutient sa thèse le 23 février 1940. Ce travail de qualité fait aussi l'objet d'une publication dans la revue Annales de Physiologie et de Physicochimie biologique ; en outre, l'Office International du Vin récompense ces travaux le 12 juin 1946 (après la mort de Laure Gatet) d'un prix de 5 000 francs.
En l'absence d'un emploi salarié, Laure Gatet doit être soutenue financièrement par sa famille de 1931 à 1938. Pendant l'année universitaire 1938-1939, la fondation Schutzenberger lui offre une bourse de 10 000 francs pour un an. Laure est ensuite subventionnée par la Caisse nationale de la recherche scientifique (CNRS) nouvellement créée, qui lui octroie une demi-bourse de 12 500 francs. Pour l'année 1940-1941, elle reçoit à nouveau une subvention de 12 500 francs, un montant qu'elle décrit dans sa demande de renouvellement comme d'autant moins suffisant pour continuer ses recherches à Bordeaux que sa famille est en zone libre et moins apte à l'aider financièrement. Grâce à René Fabre, elle obtient finalement une bourse complète, de 24 000 francs, à partir de 1941. La bourse du CNRS est renouvelée en 1942-1943. Après l'arrestation de Laure, le professeur Louis Genevois, puis la tante de Laure (quand ce dernier part aux Armées le 30 mars 1945), demandent tous deux, et obtiennent, le maintien de sa bourse.

### Engagement dans la Résistance
À Bordeaux, avant la Seconde Guerre mondiale, Laure Gatet milite dans un groupe de catholiques mené par le père jésuite Antoine Dieuzayde, au foyer Henri Bazire. Beaucoup d'entre eux participent à un camp de vacances catholique près de Barèges, où s'est aussi organisé un soutien aux réfugiés de la Guerre d'Espagne ; leur groupe est connu sous le nom des « Barégeois de Bordeaux ». En juin 1940, le père Dieuzayde et la plupart des membres du groupe cherchent des moyens de résister. Laure assiste régulièrement aux réunions.

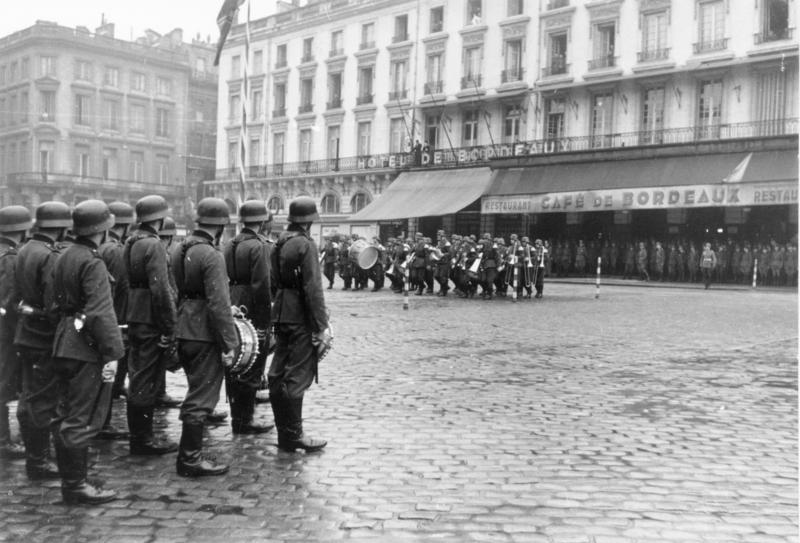
Fanfare de la Wehrmacht, place de la Comédie de Bordeaux en 1942.

Laure Gatet est à Bordeaux aux côtés de sa tante lors du bombardement de minuit dans la nuit du 19 au 20 juin 1940,, et retourne d'abord à Périgueux. Selon un témoignage de sa mère datant de 1955, à cette époque « Laure espère encore que la France sera sauvée, […] elle n'accepte pas la capitulation, souvent le soir, je l'entends pleurer ».
Elle revient toutefois habiter avec sa tante à Bordeaux alors que l'occupation de la ville commence, au début du mois d'octobre 1940. Dès ce moment, elle s'engage dans la propagande contre les nazis par l'intermédiaire de Pierre Cayrol,. En janvier 1941, elle intègre le réseau de résistance et de renseignements de la Confrérie Notre-Dame (CND), dirigée à Bordeaux par le commandant Jean Fleuret. Sans que ses collègues du laboratoire ne le soupçonnent, elle assume, avec brio selon le commandant, le rôle d'agent de liaison. Elle poursuit parallèlement ses activités de propagande contre l'occupant : Louis Genevois écrit en 1982 que Laure Gatet fait de la propagande gaulliste en même temps que ses opérations de liaison, un mélange dangereux qui fait peur à sa secrétaire. Laure Gatet et les autres résistants du réseau CND se regroupent chaque dimanche matin au cours Victor Hugo de Bordeaux. Chacun communique aux autres les renseignements recueillis. Ces derniers peuvent être transmis à Londres, aux agents de la zone libre ou bien aux frontières du pays, entre autres grâce à Laure ; celle-ci cache les papiers classés top secret dans des boîtes de poudre à récurer. Elle obtient un laissez-passer (Ausweis) afin de pouvoir franchir la ligne de démarcation et rendre visite à ses parents à Périgueux. À cette époque, elle est souvent fouillée, mais les Allemands ne trouvent jamais rien qui puisse l'accuser.
Le 10 juin 1942, pourtant, Laure Gatet et trente-trois autres membres du réseau CND sont arrêtés. Pierre Cartaud, agent de liaison du réseau sur Paris arrêté le 29 ou 30 mai 1942, avoue en effet sous la torture l'existence du réseau et fournit un certain nombre de noms. Il est 5 heures du matin quand trois officiers de la Sicherheitsdienst, habillés en civils français, arrivent chez Laure ; ils fouillent l'ensemble de la maison pendant trois ou quatre heures, puis l'arrêtent.

### Détention

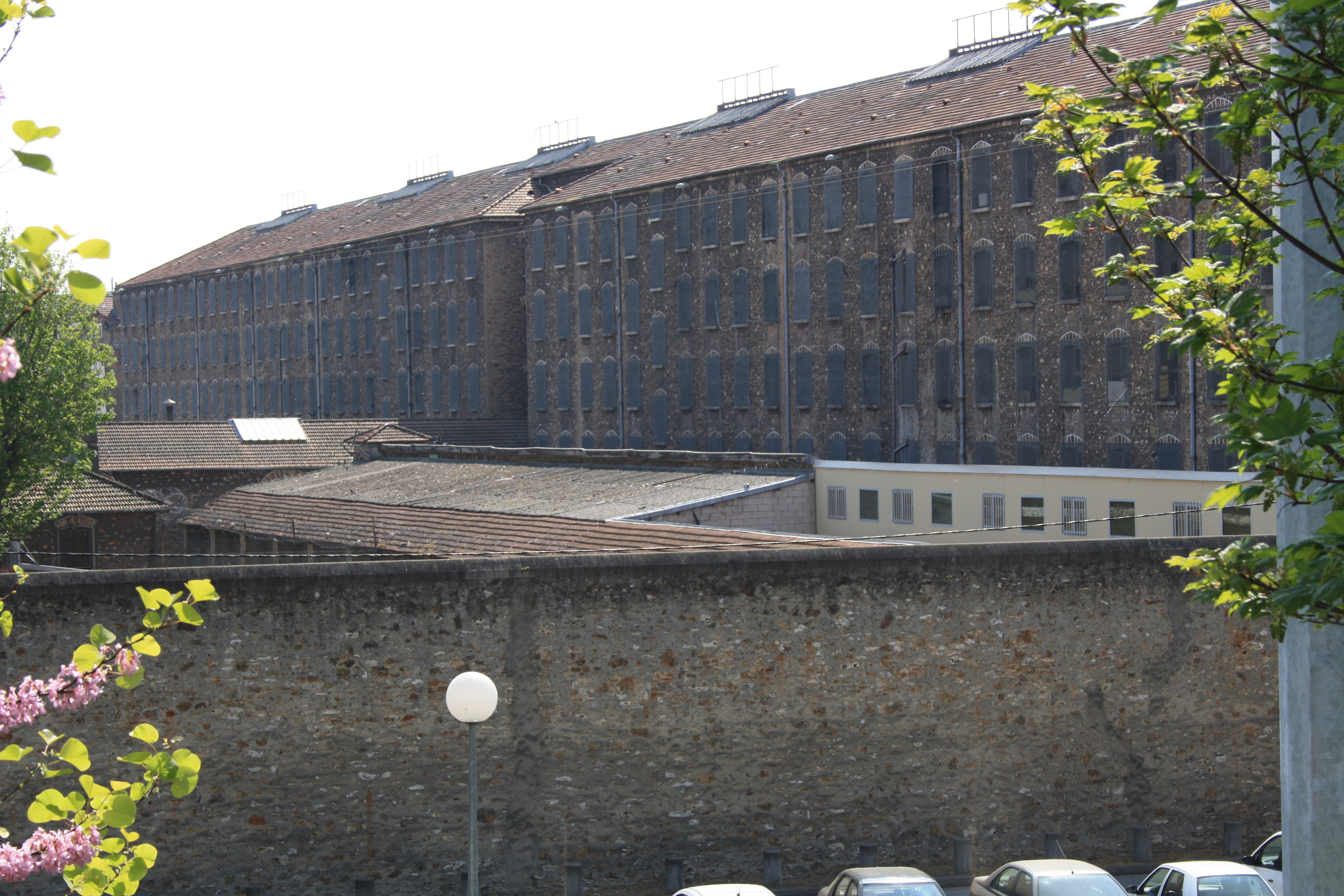
La maison d'arrêt de Fresnes, en 2011.

Après son arrestation, Laure Gatet est transférée à la caserne Boudet, puis au fort du Hâ à Bordeaux ; elle n'y est détenue que trois jours. Elle y subit plusieurs interrogatoires, sans jamais dénoncer qui que ce soit. Dès le jour de son arrestation, le 10 juin 1942, sa tante, Laure Marie, se rend au commissariat central de la ville pour obtenir des nouvelles ; on la renvoie à la Kommandantur de Bordeaux. Là-bas, un officier l'informe du lieu de détention de sa nièce, en l'assurant de ses bonnes conditions de vie. Laure Marie cherche des appuis pour faire délivrer sa nièce, mais sans succès. Le 15 juin 1942, elle essaye de lui rendre visite, mais Laure n'est plus au fort, comme le prouve un rapport de police du 16 juin 1942. Dans un autre datant du 29 juin 1942, elle est soi-disant renvoyée à Bordeaux. Mais le 3 juillet 1942, Laure Marie reçoit un courrier l'informant que sa nièce est détenue à la prison de la Santé, à Paris. Elle y est emprisonnée depuis le 14 juin 1942. Elle y communique longtemps avec sa famille, dès l'automne 1942, recevant lettres et colis ; elle n'évoque jamais sa situation dans la prison, ne paraît pas inquiète. Le 8 septembre 1942, une des lettres adressées à Laure Marie par sa nièce fait référence à Pierre Cartaud et à sa responsabilité dans le démantèlement du réseau.
Le 12 octobre 1942, Laure Gatet est transférée à la prison de Fresnes, et ne peut plus transmettre de nouvelles à ses proches. Elle est à nouveau transférée, cette fois au fort de Romainville, le 12 janvier 1943. Sept jours plus tard, elle envoie un courrier à sa famille, lui disant qu'elle y vit « très bien ».

### Déportation

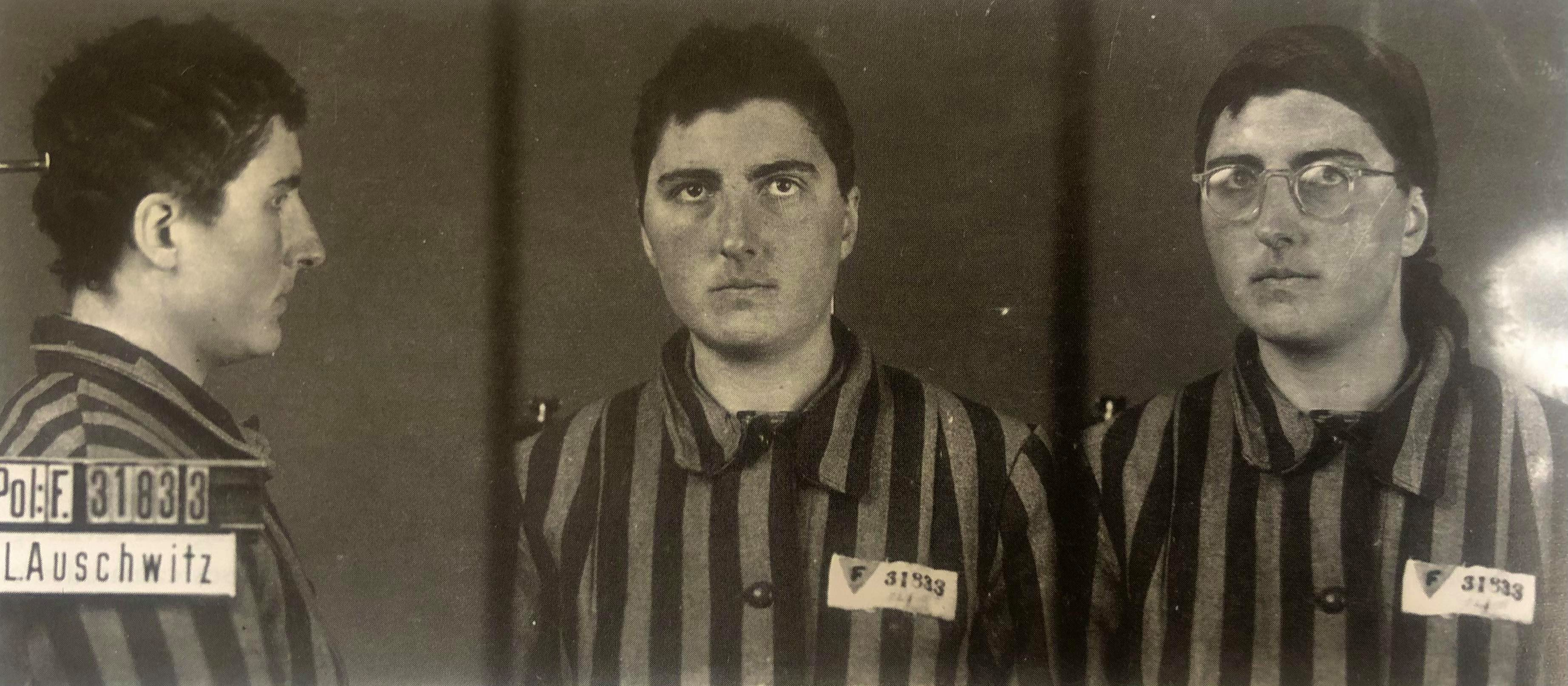
Laure Gatet, no 31833, photographiée à Auschwitz-I, le 3 février 1943, selon les trois vues anthropométriques de la police allemande.

Le 23 janvier 1943, Laure Gatet et cent vingt-et-une prisonnières du fort de Romainville sont transférées au camp de Royallieu à Compiègne, parmi des centaines d'autres venant de différents lieux de détention, majoritairement en zone occupée. Le convoi en question, appelé convoi des 31 000, rassemble en majorité des intellectuelles membres ou proches du PCF (Danielle Casanova et Charlotte Delbo en font partie) et quelques gaullistes, dont Laure Gatet,. Dès le lendemain, deux cent trente sont amenées jusqu'à la gare de Compiègne en camion et entassées aux côtés de 1 200 hommes, déjà montés dans les wagons la veille, pour un trajet de trois jours. Durant le voyage, les passagers souffrent du froid et de la sous-alimentation. Les hommes sont orientés vers le camp de concentration d'Oranienburg, à la périphérie de Berlin, mais les femmes poursuivent leur route vers la Pologne et Auschwitz, même si en tant que résistantes ou « droit commun », elles n'étaient pas théoriquement destinées à un camp d'extermination mais au camp de concentration de Ravensbrück. Les historiens ne sont pas parvenus à expliquer rationnellement cette exception (il n'y eut que deux autres convois de « politiques » dirigé vers Auschwitz), si ce n'est par une erreur administrative.
À l'ouverture des portes des wagons, Laure Gatet et les autres femmes sont menées par les SS à pied au camp de femmes de Birkenau. Lorsqu'elles pénètrent dans l'enceinte du camp, sachant qu'elles ont « peu de chance d'en ressortir », elles chantent en chœur La Marseillaise,.
Laure Gatet est tatouée sur l'avant-bras gauche et enregistrée sous le matricule 31833, et subit différents examens. Avec les autres femmes du convoi, elle est ensuite mise en quarantaine au block no 14, dispensée de corvées et donc sous-alimentée ; ceci suffit à tuer les dix prisonnières les plus âgées. Les survivantes sont ensuite emmenées dans le camp principal pour la photographie anthropométrique. Les conditions de vie sont de plus en plus mauvaises pour l'ensemble des déportés. Depuis le 24 janvier 1943, toute forme de communication entre Laure Gatet et sa famille est rompue, alors que cette dernière tente en vain de la délivrer en envoyant des courriers à diverses autorités publiques.

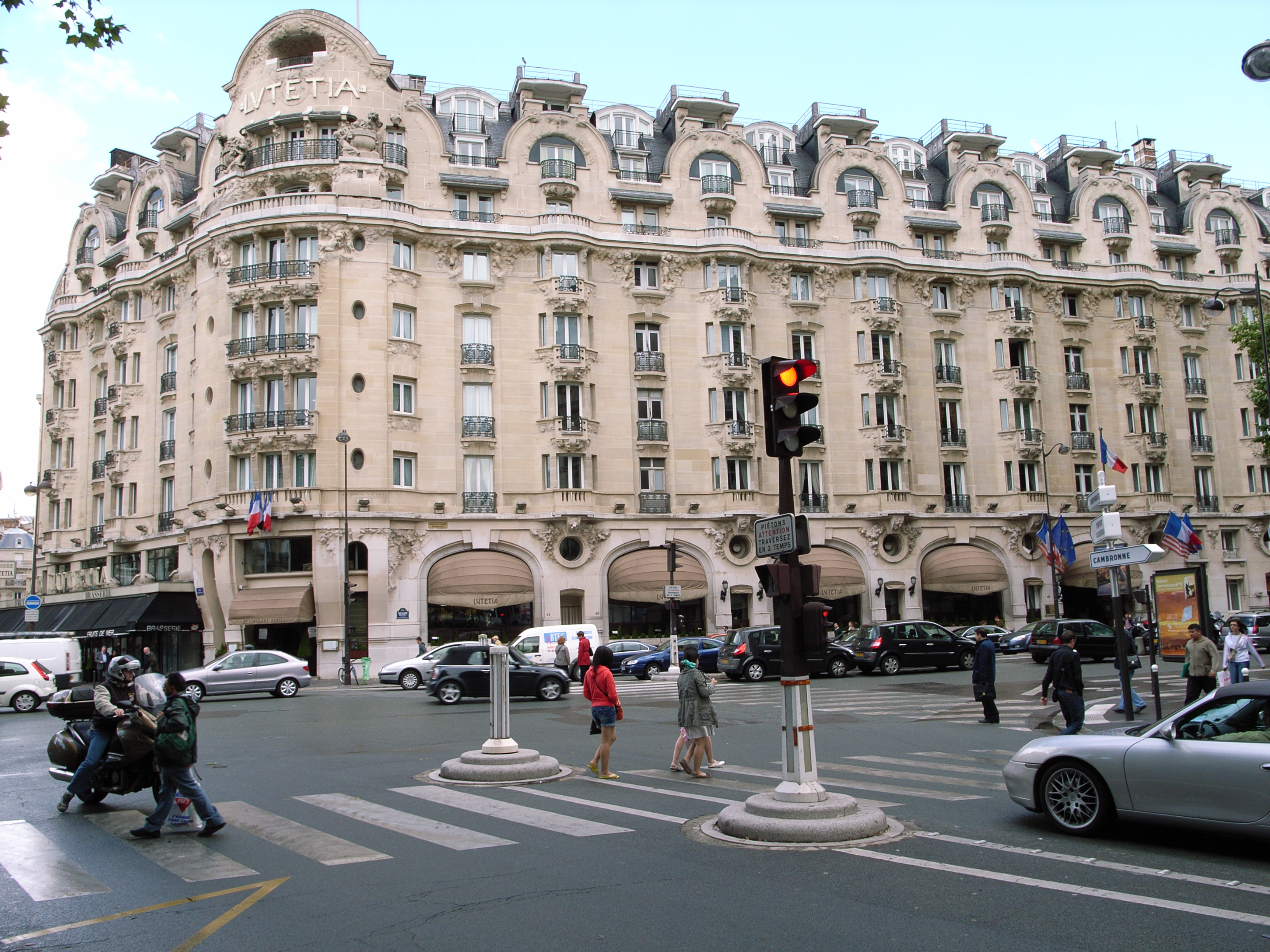
L'hôtel Lutetia est un des lieux principaux où transitent les déportés français de retour des camps, à la fin de la Seconde Guerre mondiale.

En février 1943, une secrétaire passe dans les rangs de déportés, cherchant à recruter des biologistes, botanistes ou chimistes, afin de former le « Kommando Raisko », un programme chargé de faire des recherches sur une espèce de pissenlit, le kok-saghiz, dont la racine, riche en latex, est susceptible de fournir une alternative à l'arbre à caoutchouc qui fait cruellement défaut à l'industrie allemande dans le contexte du conflit. Laure, atteinte de dysenterie dès son arrivée à Birkenau, est transférée au revier du camp, puis renvoyée car elle n'a pas de température. Elle meurt le lendemain pendant l'appel selon Charlotte Delbo. Elle meurt donc avant le lancement du programme du Kommando Rasiko vers le milieu du mois. Aucun avis de décès n'est adressé par la police nazie à la famille Gatet, ce qui explique l'incertitude sur la date de décès de Laure Gatet. Plus de 79 % des femmes du convoi meurent pendant leur détention au camp.
À la fin de la guerre, en avril 1945, la famille Gatet se rend à de nombreuses reprises à l'hôtel Lutetia, où arrivent la plupart des déportés survivants français. C'est Hélène Solomon-Langevin qui prévient l'épouse du professeur Genevois de la disparition de Laure Gatet. L'acte de décès, non établi sur le moment, l'est finalement le 19 décembre 1946 à Paris : il porte la mention « mort pour la France » et date officiellement la mort de Laure Gatet au 25 février 1943.

## Publications
- Laure Gatet et Louis Genevois, « Formation et évolution biologique des acides organiques dans le raisin Saint-Emilion », Revue de Viticulture, no 2396,‎ 30 mai 1940

## Mémoire

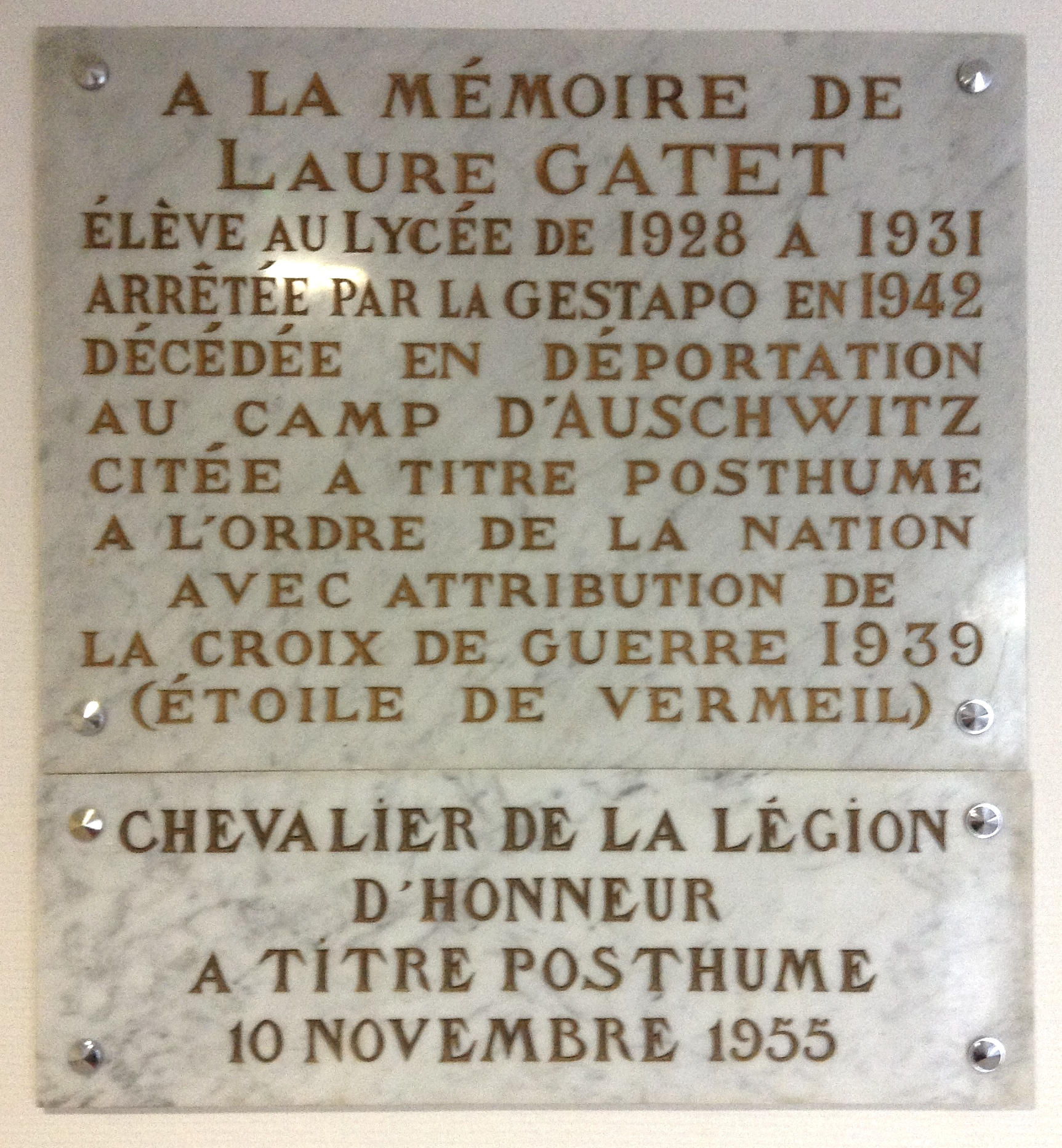
Plaque au lycée Laure-Gatet.

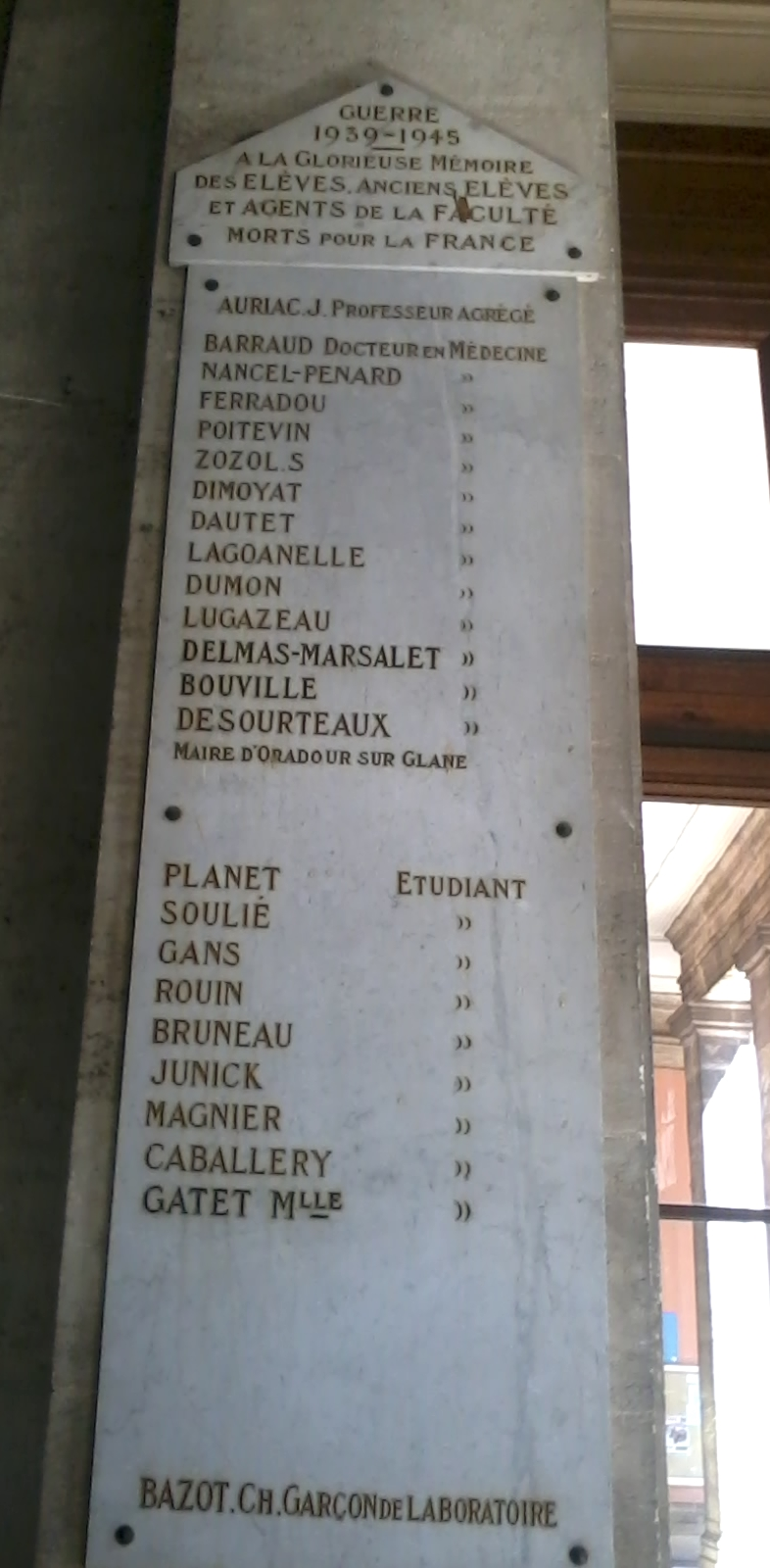
Plaque à la faculté de médecine de Bordeaux, remémorant les élèves et agents de la faculté morts pour la France durant la Seconde Guerre mondiale.

Le 15 janvier 1946, une célébration religieuse en hommage aux victimes de la Résistance se déroule à la cathédrale Saint-André de Bordeaux ; le nom de Laure Gatet est mentionné lors de l'absoute. De grandes figures politiques assistent à la cérémonie, mais pas la tante de Laure Gatet, qui habite pourtant à nouveau dans la ville. Le 8 mars 1946, sur décision du général de Gaulle, Laure Gatet est décorée à titre posthume de la croix de guerre 1939-1945 avec palmes. Elle est élevée au grade de sous-lieutenant par le ministre de la Guerre Paul Coste-Floret le 24 mai 1947, et nommée chevalier de la Légion d'honneur le 10 novembre 1955 par le Président René Coty, qui lui attribue également la médaille de la Résistance. Le 16 juin 1953, Laure Gatet reçoit officiellement le statut de « déporté-résistant » de la direction départementale des Anciens Combattants de Limoges, à la suite de la demande de sa mère faite deux ans auparavant. Par cette distinction honorant sa fille, elle perçoit un mandat de 60 000 francs. Depuis le 9 septembre 1992, la mention « mort en déportation » est apposée sur l'acte de décès de Laure Gatet.
Après-guerre, Gilbert Renault publie divers ouvrages évoquant Laure Gatet, en particulier dans Les Mains jointes, le sixième volume des Mémoires d'un agent secret de la France libre, paru en 1948. En juin 1946, Jean Cayrol, frère de Pierre, le compagnon de résistance de Laure qui lui a fait intégrer le réseau, évoque, dans la revue littéraire Europe, les conditions de vie dans les camps. Il lui rend hommage avec ce titre : « L'Homme et l'arbre pour Laure Gatet martyre de la résistance ».

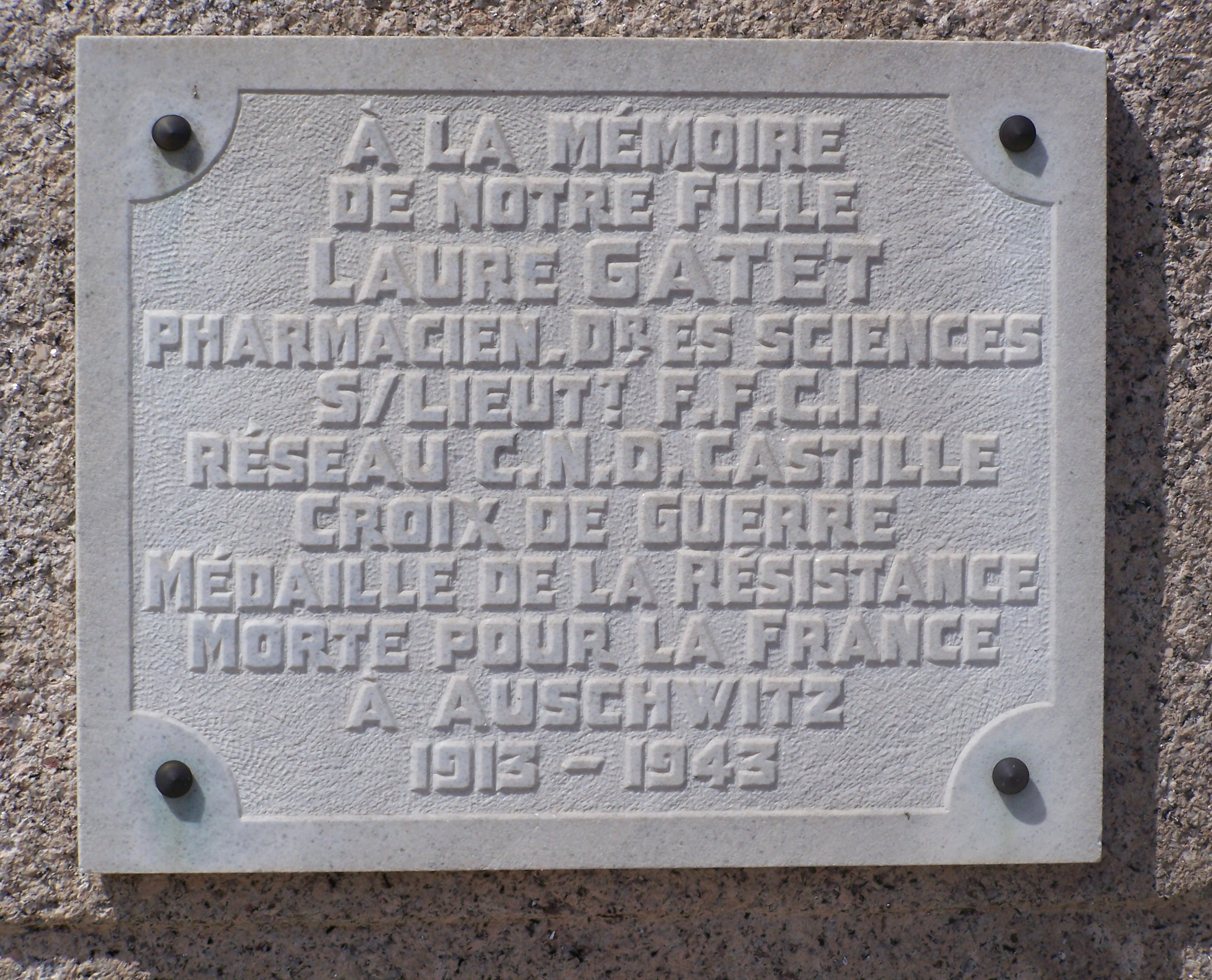
Détail de la plaque dédiée à Laure Gatet, au cimetière de Boussac-Ville.

D'autres hommages lui sont rendus dans l'après-guerre, notamment dans les établissements scolaires qu'elle a fréquentés dans sa jeunesse. Différents lieux portent ainsi aujourd'hui son nom : la cité scolaire Laure Gatet de Périgueux, sur l'emplacement de l'ancien lycée de jeunes filles, est ainsi nommée le 11 juin 1969 après les rénovations des bâtiments et sur décision du conseil municipal, puis de la préfecture ; la rue où Laure Gatet est enlevée par les SS le 10 juin 1942 à Bordeaux est baptisée rue Laure-Gatet le 2 octobre 1951. Son nom figure sur une plaque commémorative en mémoire des élèves morts pour la France, placée dans le hall de l'ancienne faculté de médecine et de pharmacie de Bordeaux. Une stèle en son honneur est érigée en avril 1997 à Boussac-Bourg, dans le lieu-dit « La planche au pré », près de la maison natale de Laure Gatet. Son nom est aussi ajouté sur la sépulture familiale des familles Gatet et Malassenet, située au centre du cimetière de Boussac-Ville.
En 2011, Laure Gatet est l'une des vingt-cinq femmes honorées dans l'exposition itinérante « Femmes célèbres du Périgord », organisée par le Conseil général de Dordogne avec la sociologue Victoria Man-Estier.
Le 8 mars 2013, à l'occasion de la journée internationale de la femme, le journal Sud Ouest réalise une enquête où la question du sondage est : « Qui est votre Périgourdine préférée ? ». Laure Gatet arrive en tête avec 30,4 % des suffrages exprimés.
Du 18 mars au 28 avril 2013, une exposition sur l'histoire et la vie de la résistante a eu lieu dans l'enceinte du lycée Laure-Gatet, à l'occasion du centenaire de sa naissance,, en partenariat avec la bibliothèque municipale de Périgueux.
Parmi les événements organisés par la ville de Périgueux dans le cadre du mois des droits des femmes en mars 2021, une visio-conférence est consacrée à des Périgourdines engagées telles que Laure Gatet.

## Décorations
Laure Gatet est récipiendaire, à titre posthume, des décorations suivantes :
- Chevalier de la Légion d'honneur (décret du 10 novembre 1955)[52]
- Croix de guerre 1939–1945[51]
- Médaille de la Résistance française (décret du 10 novembre 1955)[52]
- Médaille de la déportation pour faits de Résistance, de par son statut de « déporté-résistant » reconnu le 16 juin 1953

## Généalogie
Généalogie issue de Laure Gatet : une intellectuelle en Résistance,